# Wiesław Gołębiewski
Wiesław Tadeusz Gołębiewski (ur. 13 kwietnia 1950) – polski polityk, nauczyciel, poseł na Sejm II kadencji.

## Życiorys
W 1975 ukończył studia na Wydziale Filozoficzno-Historycznym Uniwersytetu im. Adama Mickiewicza w Poznaniu. Pracował jako nauczyciel.
W latach 1993–1997 sprawował mandat posła II kadencji, wybranego w okręgu sieradzkim z listy Polskiego Stronnictwa Ludowego. Zasiadał m.in. w Komisji Kultury i Środków Przekazu oraz Komisji Spraw Zagranicznych. W 1997 bez powodzenia ubiegał się o reelekcję. Był radnym sejmiku łódzkiego I kadencji. Kilkakrotnie startował z ramienia PSL w różnych wyborach, w tym w 2004 do Parlamentu Europejskiego, w 2005 do Sejmu oraz w 2006 do rady powiatu sieradzkiego. Objął funkcję zastępcy dyrektora Wojewódzkiego Ośrodka Ruchu Drogowego w Sieradzu.
Odznaczony Krzyżem Kawalerskim Orderu Odrodzenia Polski (1999).